# Семилейское сельское поселение
Семилейское се́льское поселе́ние — муниципальное образование в Кочкуровском районе Мордовии Российской Федерации.
Административный центр — село Семилей.

## История
Статус и границы сельского поселения установлены Законом Республики Мордовия от 28 декабря 2004 года № 121-З «Об установлении границ муниципальных образований Кочкуровского муниципального района, Кочкуровского муниципального района и наделении их статусом сельского поселения и муниципального района».
Законом от 5 марта 2014 года, Воеводское сельское поселение и одноимённый ему сельсовет были упразднены, а входившие в них населённые пункты включены в Семилейское сельское поселение и сельсовет.
Законом от 24 апреля 2019 года, Старотурдаковское сельское поселение (сельсовет) было упразднено, а входившие в его состав населённые пункты были включены в Семилейское сельское поселение (сельсовет).

## Население
| 2002  | 2010  | 2012  | 2013  | 2014  | 2015  | 2016  |
| ----- | ----- | ----- | ----- | ----- | ----- | ----- |
| 1472  | ↘1437 | ↗1884 | ↘1873 | ↘1842 | ↗2088 | ↘2041 |
| 2017  | 2018  | 2019  | 2020  | 2021  |       |       |
| ↘1993 | ↘1981 | ↘1935 | ↗2327 | ↗2370 |       |       |

## Состав сельского поселения
| №  | Населённый пункт | Тип населённого пункта | Население |
| -- | ---------------- | ---------------------- | --------- |
| 1  | Воеводское       | посёлок станции        | ↗434      |
| 2  | Воеводское       | село                   | ↘269      |
| 3  | Дурасово         | село                   | ↘7        |
| 4  | Журловка         | посёлок разъезда       | ↘13       |
| 5  | Новотягловка     | деревня                | ↘60       |
| 6  | Новые Турдаки    | село                   | ↘419      |
| 7  | Примерный        | посёлок                | ↘113      |
| 8  | Рассказово       | посёлок                | ↗169      |
| 9  | Свободный        | посёлок                | ↘4        |
| 10 | Семилей          | село                   | ↘721      |
| 11 | Симбухово        | посёлок разъезда       | ↘2        |
| 12 | Старые Турдаки   | село                   | ↘545      |
| 13 | Умыс             | посёлок разъезда       | ↗7        |